# Tacuarembó FC
Tacuarembó Fútbol Club – urugwajski klub piłkarski założony 24 listopada 1985, z siedzibą w mieście Tacuarembó.

## Historia
24 listopada 1985 powstał klub Club Social y Deportivo Tacuarembó, zwany często Deportivo Tacuarembó. W jego miejsce według jednych źródeł 11 listopada 1998, a według innych 3 stycznia 1999 powstał obecny klub Tacuarembó Fútbol Club, który tak jak jego poprzednik grał w pierwszej lidze urugwajskiej (Primera División Uruguaya). Jeszcze w 2006 można było spotkać w prasie podającej wyniki ligi urugwajskiej starą nazwę - Deportivo Tacuarembó.

## Osiągnięcia
- Awans do pierwszej ligi: 1998

## Kibice
Kibice klubu utworzyli wielką flagę w napisem "Tacuarembó es Gardel", odnoszącym się do urugwajskiego piosenkarza Carlosa Gardela, który prawdopodobnie urodził się w ich mieście, czyli w Tacuarembó.